# Jihyun Park
Pour les articles homonymes, voir Park.
Jihyun Park 박지현 (née en 1968 à Ch'ŏngjin) est une transfuge nord-coréenne, exilée au Royaume-Uni en 2008. Elle est naturalisée britannique et candidate non élue du parti conservateur aux élections municipales du Bury Metropolitan Borough Council en 2021.

## Biographie
Jihyun Park naît en Corée du Nord dans les années 1970. Elle est professeure de mathématiques à Ch'ŏngjin.
Park quitte clandestinement la Corée du Nord en 1998 lorsque son frère est condamné à mort comme déserteur, et passe avec lui en Chine. Elle est trahie par le passeur, vendue comme esclave à un Chinois avec qui elle a un fils, puis expulsée par les Chinois et renvoyée en Corée du Nord. Park est alors internée dans un camp de travail.
En 2004, sa nouvelle tentative de fuite, vers la Chine, avec son fils réussit. En 2008, elle obtient un statut de réfugiée et s'installe au Royaume-Uni. Elle obtient la citoyenneté britannique et fonde une famille avec un exilé nord-coréen.
Elle est candidate non-élue du parti conservateur britannique aux élections municipales de Bury Metropolitan Borough Council en 2021,,,. Elle publie, avec la Sud-Coréenne Seh-lynn, un livre intitulé Deux Coréennes.